# Protogen
Protogen, starogrčki: Protogenes, je bio starogrčki slikar iz 4. stoljeća prije Krista, suvremenik slikara Apela. Kao i kod drugih starogrčkih slikara, nijedno od njegovih originalnih djela nije preživjelo do danas i poznata su samo iz kratkih opisa u književnim izvorima. 
Rođen je u Kaunosu, na obali otoka Karije, ali je živio na Rodu tijekom druge polovice 4. st. pr. Kr. Proslavio se svojim minucioznim radom i bogatstvom poteza u slikarstvu i crtežu. Njegov najveći rival, Apel, ispred njegovih radova je zadivljeno izjavio kako se radi o šarmantnoj čežnji
Prema predaji, na slici Ialysus radio je sedam godina, dok je na Satiru radio tijekom cijele opsade Roda od strane (305. – 304. pr. Kr.), ne primjećujući kako se njegov vrt u kojemu je slikao našao u sred neprijateljskog logora. Vođa napadača, Demetrije I. Poliorket, je pazio na njegovu sigurnost, te što više, kada je čuo kako je njegova slika Ialysus u opasnosti da se uništi tijekom napada, promijenio je planove napada. Ova slika se nalazila na Rodu jopš u vrijeme Cicerona, te je poslije prenesena u Rim gdje je izgorjela u požaru Hrama mira. 
Slika Satira predstavljala je ovo mitsko biće naslonjeno na stup koji je nosio skulpturu jarebice koju je naslikao tako realno da su gledatelji gledali samo nju. U bijesu, što je ostatak slike zanemaren, slikar je izbrisao jarebicu.
Satir je vjerojatno bio jedno od njegovih posljednjih djela jer je imao oko sedamdeset godina i doživio je samo sljedećih dvadesetak godina slave koju je imao njegov suvremenik i prijatelj Apel. Obojica su bili izvrsni koloristi (koliko je to tehnika freske dozvoljavala), te crtači koji su smjelo koristili efekte perspektive i najistančanijih obrisa. Ova slika je u vrijeme Plinija (Prirodna Povijest. xxxv. 83) preseljena u Rim, gdje je nakon više godina divljenja, nestala u požaru
Protogen je za galeriju ispod Propoleja na Akropoli u Ateni naslikao dvije figure koje su bile personifikacija Atike, Paralusa i Hamonijusa, te za vijećnicu u Ateni, figure Tezmotete. Stil i izgled ovih slika su ostali tajnom. Zna se samo da se za svoju sliku „Aleksandar s Panom“ savjetovao o Aleksandrovom životu s Aristotelom, koji mu je predložio idealizirani stil.